# (31587) 1999 FQ32
1999 FQ32 (asteroide 31587) é um asteroide da cintura principal. Possui uma excentricidade de 0.13567240 e uma inclinação de 2.96849º.
Este asteroide foi descoberto no dia 23 de março de 1999 por Korado Korlević em Visnjan.